# Sepia faurei
Sepia faurei är en bläckfiskart som beskrevs av Roeleveld 1972. Sepia faurei ingår i släktet Sepia och familjen Sepiidae. IUCN kategoriserar arten globalt som otillräckligt studerad. Inga underarter finns listade i Catalogue of Life.